# عبد المحسن بن عبد العزيز العكاس
عبد المحسن بن عبد العزيز العكاس (مواليد 1 رجب 1367 هـ، الأحساء - 6 جمادى الأولى 1433 هـ، الخبر) كان مسؤولا حُكوميا سعوديا. شغل عدة مناصب أبرزُها منصب وزير الشؤون الاجتماعية السعودي في الفترة من 1425 هـ إلى 1429 هـ (المُوافق ل28 مايو 2008).

## مؤهلاته الدراسية
تلقى عبد المحسن بن عبد العزيز العكاس تعليمه الأساسي في مدينة الأحساء، ثُم انتقل بعدها إلى الولايات المتحدة، حيث حصل هُناك على بكالوريوس في الاقتصاد من جامعة واشنطن في الولايات المتحدة الأمريكية، وحصل بعدها على ماجستير ودُكتوراه في العلوم السياسية من ذات الجامعة.

## مناصبه
تولى عبد المُحسن بن عبد العزيز العكاس منصب وزير الشؤون الاجتماعية السعودي في الفترة من 1425 هـ إلى 1429 هـ (المُوافق ل28 مايو 2008) حين أُعفي من مهامه كوزير (بطلب منه) بأمر ملكي من الملك عبد الله بن عبد العزيز آل سعود وخلفه في منصبه الدكتور يوسف بن أحمد العثيمين. كما اشتغل أيضا كمُساعد لرئيس مجلس إدارة المجموعة السعودية للأبحاث والتسويق، وعُضوا في ذات المجموعة بداية من سنة 1991. وقد كان أيضا عُضوا في مجلس الشورى السعودي ابتداء من 3 ربيع الأول 1422 هـ. كما كان أيضا عَضوا في المعهد الدولي للدراسات الاستراتيجية، وعُضوا في مجلس إدارة الغرفة التجارية الصناعية بالرياض، وعُضوا في مجالس إدارة الشركات التابعة للمجموعة السعودية للأبحاث والتسويق. شغل أيضا منصب نائب رئيس الجمعية الوطنية السعودية لحقوق الإنسان، وعدة مناصب في شركتي أرامكو السعودية وستاندرد أويل سان فرانسيسكو الأمريكية. كما عمل عبد المُحسن العكاس أُستاذا في كلية العلوم الإدارية في جامعة الملك سعود.

## المُؤتمرات والندوات
حضر عبد المحسن بن عبد العزيز العكاس مجموعة من الندوات التي تُعنى بالشؤون الدولية والاستراتيجية، كما مثل القطاع الخاص في المُفاوضات التي جرت بين دول مجلس التعاون الخليجي والمفوضية الأوروبية حول التعاون الاقتصادي بين المجموعتين. كما شارك أيضا في تمثيل القطاع الخاص في التحضير للمُؤتمرات الاقتصادية بين دُول مجلس التعاون والولايات المتحدة واليابان.

## حياتُه الخاصة ووفاتُه
عبد المحسن بن عبد العزيز العكاس مُتزوج وأب لابنين هُما ناصر (ابن) والجوهرة (ابنة). تُوفي عبد المحسن بن عبد العزيز العكاس في 6 جمادى الأولى 1433 هـ (المُوافق لمارس 2012) إثر أزمة قلبية حادة قُبيل صلاة الجمعة عن عُمر 66 سنة تقريبا. وقد صُليت عليه صلاة الجنازة في جامع الملك فهد بمدينة الخبر، ودُفن جُثمانه في مقبرة الثقبة.

## روابط خارجية
- الموقع الرسمي لوزارة الشؤون الاجتماعية السعودية نسخة محفوظة 5 سبتمبر 2015 على موقع واي باك مشين.